# Cohors I Montanorum (Pannonia)

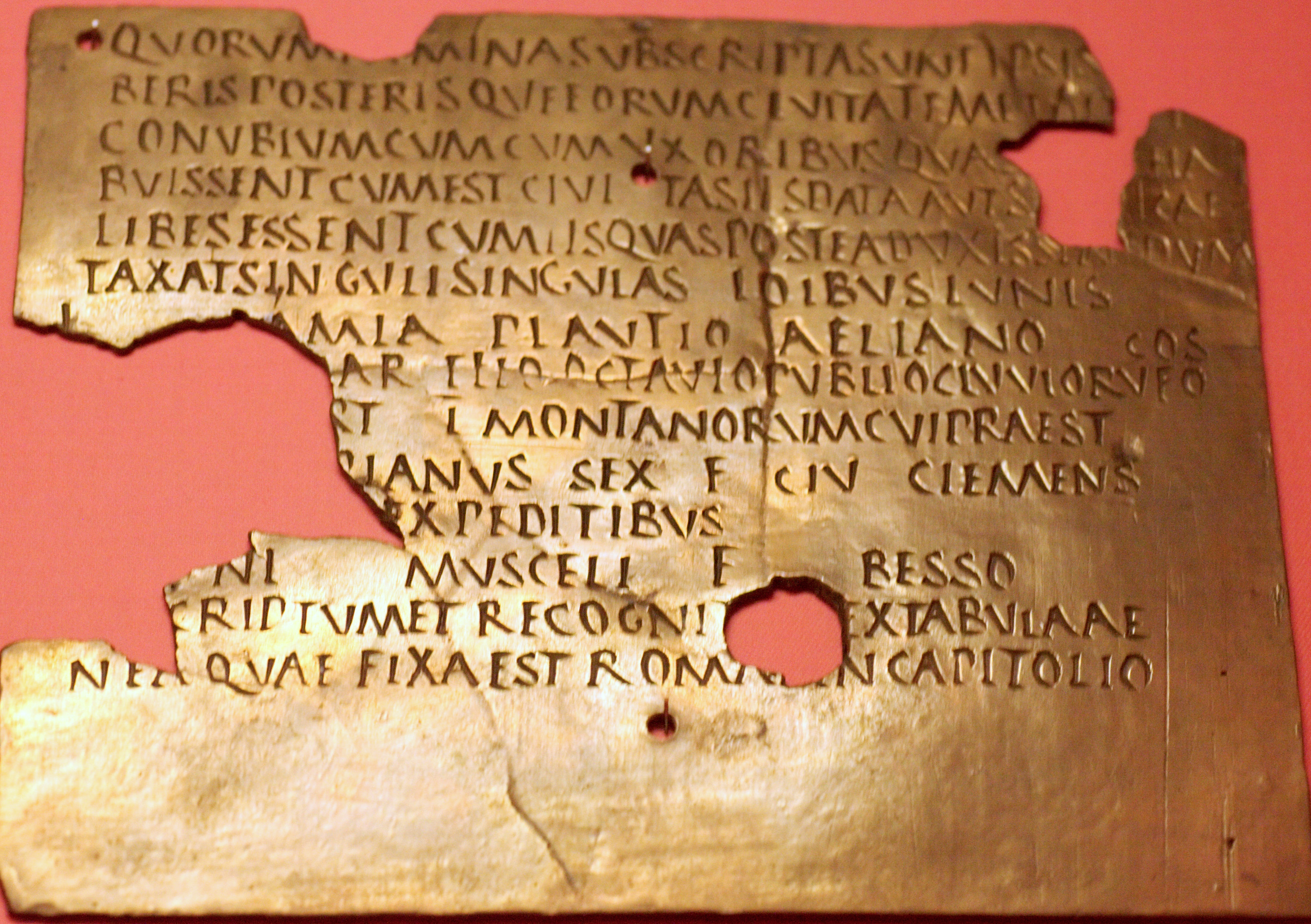
Militärdiplom des Jahres 80 n. Chr. für Soldaten der Cohors I Montanorum

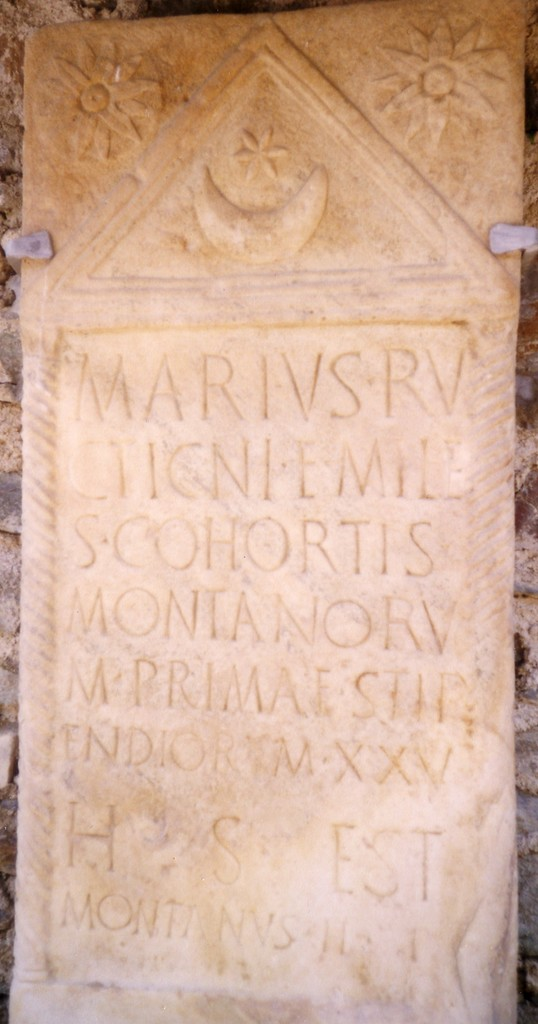
Grabstein des Marius, Soldat der Cohors I Montanorum

Die Cohors I Montanorum (wörtlich „1. Kohorte der Bergbewohner“) war eine militärische Einheit des römischen Heeres, die zu den Auxiliartruppen gehörte.
Sie bestand ursprünglich, wie ihr Name zeigt, aus Norikern und wurde aufgestellt, nachdem Noricum römische Provinz geworden war. Zahlreiche Militärdiplome und einige weitere Inschriften erlauben es, den Weg der Kohorte während der ersten beiden Jahrhunderte n. Chr. zu verfolgen. Allerdings sind die Informationen teilweise widersprüchlich, so dass die Forschung inzwischen von der Existenz zweier gleichnamiger Kohorten ausgeht. Zumindest eine dieser Kohorten führte den Zusatz civium Romanorum, was bedeutet, dass ihre Angehörigen das römische Bürgerrecht erhalten hatten.
Unter Nero und Vespasian nennen Militärdiplome die Kohorte unter den in Noricum stationierten Einheiten. Die Einheit oder Teile von ihr war zunächst beim Verwaltungszentrum der Provinz, der Stadt auf dem Magdalensberg bzw. deren Nachfolgesiedlung Virunum, stationiert, wo sich mehrere Grabsteine von Soldaten der Kohorte fanden.
In spätflavischer Zeit (unter Titus und Domitian) war die Kohorte in Pannonien stationiert. Dort errichtete sie ab etwa dem Jahr 90 das Kastell Klosterneuburg am Donaulimes. Ein Grabstein für einen Tubabläser der Kohorte fand sich in Carnuntum. Anschließend wurde die Einheit am Ende des 1. Jahrhunderts in die Umgebung von Aquincum, möglicherweise in das Donaukastell Budapest–Albertfalva verlegt. Dort könnte sich die Truppe kurzzeitig aufgehalten haben. Ein weiterer mutmaßlicher Standort für diese Zeit ist das am kroatischen Donaulauf gelegene Cornacum.
Als Nächstes ist eine cohors I Montanorum abwechselnd in Moesia superior (96 n. Chr., 100 n. Chr., 103–106 n. Chr.) und wieder in Pannonien (98 n. Chr., 102 n. Chr.) bezeugt, doch könnte es sich auch um zwei namengleiche Einheiten handeln. Bei zumindest einem ihrer wiederholten Aufenthalte in Moesia superior war sie in Ravna (Timacum minus) stationiert, wie eine dort gefundene Grabinschrift für einen Präfekten der Kohorte zeigt.  Auch das südpannonische Kastell Ad Novas war wohl Garnison der Kohorte während ihrer Aufenthalte in Mösien.
Nach der Eroberung Dakiens gehörte die Kohorte zeitweilig zum Heer der neuen Provinz, war zwischenzeitlich aber auch wieder in der durch Teilung neu entstandenen Provinz Pannonia inferior stationiert. Im Jahr 115 gehörte sie zum Heer für den Partherkrieg Trajans. Unter Hadrian findet sich die Einheit wieder abwechselnd in Pannonia inferior und Moesia superior, bis sie zur Niederschlagung des Bar-Kochbar-Aufstandes nach Judäa (bzw. offiziell Syria Palaestina) verlegt wurde. 142/143 kehrte die Kohorte nach Pannonia inferior zurück und wechselte 157 wieder nach Moesia superior. Darauf ist sie für wenige Jahre von 158 bis 160 n. Chr. noch einmal in Syria Palaestina nachgewiesen (wenn es sich nicht um eine verselbstständigte vexillatio gehandelt hat, die den Namen ihrer Muttereinheit übernahm), am Ende der Herrschaft des Antoninus Pius wieder in Moesia superior, unter Mark Aurel und Commodus einmal mehr in Pannonia inferior. Dort könnte sie im 3. Jahrhundert am Donaulimes, im Kastell Alisca, Dienst getan haben, wie der Epigraphiker Barnabás Lőrincz (1951–2012) annahm.